# 手機與飛航安全
手機與飛航安全关系到飞机的正常驾驶，一些航空公司允许在飞机上使用移动电话，然而，多数航空公司却没有。在飞机上禁止使用移动电话是因为人们认为移动电话会对驾驶舱内的导航仪器造成不利影响，因此一般在飞机上移动电话必须关机。
在美国，联邦通信委员会以及美国联邦航空管理局禁止在飞机上使用移动电话。 在欧洲，法规和技术允许有限在一些商业航班使用手机，其他地方也正努力允许乘客使用。许多航空公司仍然不允许在飞机上使用手机。它们通常禁止起飞和着陆过程中使用手机。
一方面，许多乘客要求航空公司和政府允许或放宽对手机的使用，而一些航空公司，在竞争的压力下，也推动解除管制或寻求新的技术，以解决目前的问题。另一方面，官方航空机构和安全委员会正在抵制任何放松目前安全规则的行为，直至可以得出结论，证明飞机上使用手机是安全的。但因存在技术和社会因素，使问题更加复杂，不再是一个简单的安全的讨论。
自从各种不同的国际组织制定相关规章以来，随着科技的进步，现有设备和系统的进步已经允许引入更多在飞机上使用的移动电话通信及类似的设备。越来越多的航空公司和运营商开始测试这些系统，以便在飞机上在保证安全的前提下方便乘客使用移动电话。

## 安全上的争论
在美国，联邦航空管理局（FAA）和联邦通信委员会（FCC）均限制飞机上使用手机，但出于不同的原因。美国联邦航空局的理由为可能会干扰飞机的导航和通讯系统，而联邦通信委员会的理由是为了防止干扰地面上的蜂窝网络。
有证据显示，使用移动电话与飞机上各种仪器有不同程度的相关性。有研究证实在飞机上使用移动电话会超出飞机上的航空电子设备容许的干扰范围。然而，另一方面，并没有任何直接的证据证明使用移动电话与设备電磁干擾故障之间存在关联，同时也没有任何航空事故据信与使用移动电话有关。
由于这些规定最初施加在各种国际航空机构，超低功耗器件，如Picocell都已开发出来。原因包括提高安全性，减少干扰，降低健康风险，并允许安全地在飞行中使用手机。许多航空公司现在又在其飞机上增加了这种设备。其他航空公司将在未来几年这样做。

### 电磁干扰
电磁干扰飞机系统是飞机上禁止手机（以及其他乘客的电子设备）最常见的论点。从理论上讲，活跃的无线电发射器，如移动电话，对讲机，便携式计算机或游戏设备可能会干扰与飞机。非透射电子设备发射的电磁辐射，尽管通常在一个较低的功率电平，理论上也可以影响飞机的电子设备。总的来说，任何这些可以简称为便携式电子设备。
美国航空航天局发布了50种最新报告至航空安全报告系统（ASRS）的关于“航空电子设备问题，可能由于乘客的电子设备造成的影响。”这些报告的性质差别很大。有些只是描述机组人员与乘客互动时，要求停止使用的电子设备。其他报告指出机组人员在汇报异常时发现有乘客正在使用手机。少数报告指出，随着乘客的电子设备打开或关闭，观察到干扰飞机系统的信号出现或消失。另一项研究描述称，乘客的DVD播放机每次切换使飞机显示的航向30度的误差。
2003年的一项研究涉及3个月的搭载在商业航班的RF分析仪和其他仪器，以及一个通道的实验结果如下：
...我们的研究发现，这些仪器可以中断关键驾驶舱仪表的正常运行，特别是全球定位系统（GPS）接收器，这是对安全着陆越来越重要。NASA的两个不同的研究进一步支持了这种想法，乘客的电子设备可能产生干扰，降低了关键航电系统的安全系数。这件事没有确凿的证据：目前还没有一名乘客的电子设备造成空难的实例。然而，尽管这是不可能的，在过去的空中意外中，数据也使它不可能完全排除这种可能性。更重要的是，数据给出的结论是一旦继续使用便携式射频发射装置（如手机），总有一天造成事故，如关键驾驶舱仪表的GPS接收机干扰。有一点是肯定的：存在的问题比以前认为的更多。
英国民航管理局2000年的研究发现一部手机在驾驶舱内或附近其他航空电子设备旁边使用时，旧设备（符合1984标准）将超过安全水平。这种设备仍然在使用，即使是在新的飞机。因此，该报告的结论是，现行的政策在飞机发动机运行时禁止使用手机应继续有效。
对禁令的批评认为小型电池供电设备在商业客机的电子屏蔽系统将有重大的影响。安全研究员Tekla S. Perry和Linda Geppert指出，屏蔽及其他保护随着时间的增加，使用周期，甚至某些维护过程将会降解，也是真正的屏蔽个人电子设备，包括手机。
几份报告认为双方在同一篇文章的问题，一方面，造成重大干扰的手机缺乏明确的证据，而另一方面，他们指出，谨慎维持限制使用手机和其他飞行中的个人电子设备是更安全的做法。

### 健康问题
OnAir公司的测试表明搭载GSM的电磁辐射系列手机低于世界卫生组织认可的限制1%，比地面水平显著减少，空中使用手机的辐射水平被认为是无害乘客的健康。

## 其他问题上的争论

### 社会反对
很多人可能更喜欢在飞机上不使用手机，因为可以防止不必要的噪声。AT&T已经建议，在减少滋扰的权益下，飞行时移动电话的限制应该保持。

### 航空公司的飞行时电话服务的竞争
有人怀疑各航空公司支持这一禁令是因为他们不希望乘客在飞行时有替代的电话服务，如GTE的Airfone。美国联合航空公司发言人安迪·布鲁斯说：“我们不相信这是一个很好的安全问题”......“我们希望人们使用空中电话。” 这样的服务比手机服务昂贵得多，且数据传输速率缓慢。在一般情况下航空公司通过销售这些服务小有成功，大多数美国国内航班飞行时已难以看到手机设备。

## 现状

### 在飞行技术上
一些航空公司已经安装设备，使手机在飞机飞行时连接飞机。从2006年的定期航班，这样的系统进行了测试，多家航空公司于2008年开始允许在飞行途中使用手机。正在安装设备的一些航空公司也正在考虑是否在长途飞行时设立“手机区”和“安静时间”。

### 特定区域和个别航空公司状态
中华人民共和国
2017年9月18日，中国民航局例行新闻发布会上宣布，2017年10月起实施的新标准允许各航空公司评估和决定能否在飞机上使用便携式电子设备（包括移动电话、对讲机等），而此前规定要求在飞机准备起飞（关闭舱门）至结束飞行（打开舱门）期间禁止使用此类设备。
阿联酋航空公司
于2008年3月20日，阿联酋航空航班开始允许一些商业航班飞行中语音通话。
欧洲服务
AeroMobile和OnAir公司允许使用个人电子设备，搭乘航班。这些服务是最容易在欧洲上市，并授权特定的航空公司。
澳洲航空
截至2007年4月，澳洲航空联手与松下航空电子公司和AeroMobile开始了为期三个月的“使客户能够用自己的手机发送和接收电子邮件，访问互联网和收发短信”测试。
瑞安航空
2006年8月30日，爱尔兰航空公司瑞安航空宣布，将引进的设施，让乘客在飞行中使用手机。这项服务开始于2009年2月19日，最先可在他们20架都柏林出发的航班上用。
土耳其航空
土耳其航空声明的立场是，“手机干扰飞行仪器，对飞行安全有负面影响。”
达索航空
达索航空实施一个新的概念，指定SafeCell 2009年4月2日在猎鹰2000开始飞行。
英国
2007年10月18日Ofcom出版的关于技术和授权方法的建议书称将在英国注册的飞机上采用1800MHz频段，以允许GSM用户在欧洲使用。 2008年3月26日Ofcom机构批准使用手机配套picocell在英国乘坐飞机。航空企业将不得不首先装备飞机picocell和申请牌照。

### 美国法规及惯例
为了防止高空中手机网络快速移动的影响（见下面的技术讨论），FCC已经禁止在所有飞机上使用手机。然而，FCC没有分配频率在450 MHz和800 MHz的频段使用“安全”空中到地面服务，设计和测试这些系统使用比分离地面站设备蜂窝系统标准更广泛。在450 MHz频段相距至少497英里的同信道分配，在800 MHz频段只有由FCC授权的特定站点。450 MHz的服务仅限于“普通航空”客户，通常是公司的喷气式飞机，而仅有“普通航空”的客机可以使用800 MHz频谱。450 MHz频谱命名为AGRAS，而800 MHz服务命名基于一个2006年的频段拍卖。
FAA 14 CFR§91.21禁止使用便携式电子设备，包括手机，所有商业航班和仪器飞行规则（IFR）下的私人航班。如果运营商认为该设备的安全，允许部分航空公司（或私人运营的飞机，飞行员）例外。这有效地给出航空公司、私人飞行员一锤定音，什么设备尽可能对FAA而言可以安全地用于飞机上，虽然FCC的限制仍然适用。

- 注意：飞机由一家航空公司的飞行员操作，在法律上不允许对航空公司的限制例外，虽然飞行员可能会要求额外的限制。

### 未来技术
几个美国航空公司已经宣布计划在航班上安装新的技术，将允许手机在空中使用，正等待FCC及FAA的批准。此方法类似于在一些汽车上使用的德国城际特快列车。航班将携带一个称为picocell的设备。一个picocell 充当一个微型 基站（如手机信号塔）与航班内的手机和中继信号（卫星或地面系统）通信。picocell将在设计和维护方面与飞机兼容。picocell和手机网络的其他部分间的通信将在不同的频率，不干扰蜂窝系统或飞机的航空电子设备，类似于已经登上许多商用飞机的专有的电话系统。由于picocell的天线非常接近飞机内的乘客和飞机的金属外壳内，它和手机的输出功率可以降低到非常低的水平，这将减少干扰的风险。在FCC允许下，这样的系统已在美国境内的几个航班经过测试。
ARINC和Telenor已成立一家合资公司，为在商用飞机上提供这样的服务。手机呼叫将被路由通过卫星向地面网络，一个内置的电磁干扰屏蔽系统可以防止手机试图联系地面网络。
这些系统是比较容易在世界上大多数国家实现的，因为手机只使用GSM仅有的两个频段之一。在美国和其他一些国家的多种不兼容的移动电话系统使情况更加困难——这是不明确的，如果内置中继器兼容所有不同的手机协议（TDMA，GSM，CDMA，iDen）及它们各自的供应商。

## 技术讨论
目前，美国联邦通信委员会（FCC）禁止在任何航班上使用手机。给出的理由是，手机系统依赖于信道复用，且手机在高海拔地区操作，可能会违反基本的假设，使信道复用工作。
手机被有意设计成具有低功耗输出。一个信号塔是一个“基站”的中心，并且会由于距离衰减（平方反比定律）。手机在地面上的传输通常只可以接收到相邻信号塔，而不是在所有远一点的基站（非相邻基站）。这允许任何给定的手机使用的信道被复用在非相邻的基站中的其他电话。这个原则允许数万、数百万人同时在指定地方使用他们的基站，且仅使用有限数目的信道。
信道复用是因为在地面上一部手机只能有一个“最接近”的信号塔，可能用一组特定的频率，CDMA码，或时隙。用于管理系统的软件假定信号来自一个特定的信号塔上的电话，在其他塔只能信号强度大大降低时“听到”。因此频率，代码或手机使用的时隙，可以被其他信号塔上的其他手机重复使用。
如果一架飞机在城市上空飞行时操作手机，这些假设都不再有效，因为许多不同基站的信号塔可能与手机等距离。几个信号塔很可能假定手机是在其控制下的，手机可以由一信号塔分配到一个空闲信道，但也可以被其他使用同一通道组的信号塔监听。该信道可能已经在其他信号塔使用，并可能会与现有的呼叫产生干扰。即使软件可以配合多个不相邻的塔，使听到同样的电话，最好的结果也会造成整体的系统容量减少。
另外一个值得关注的是蜂窝手机的输出功率。因为信号塔可能在飞机的数英里以下，手机可能要用最大功率传输。这将增加干扰飞机上的电子设备的风险。